# 陈昌笃
陈昌笃（1927年1月—2020年2月20日），男，湖南新宁人，中国生态学家。

## 生平
1945年，考入国立清华大学地学系学习。1952年，入中国科学院植物研究所攻读植物生态学研究生。1953年起，陈昌笃任教于北京大学。其间，1957年至1959年，在苏联列宁格勒大学进行访问研究；1981年至1982年，在美国亚利桑那大学进行访问研究。
陈昌笃是北京大学环境学院生态学系教授、生态学教育与研究中心主任。陈昌笃是中国生态学学会创始人之一，曾任中国生态学学会理事长。陈昌笃还曾任国家环境保护总局学术顾问、中国科协减轻自然灾害委员会第二届专家。 2007年时，陈昌笃正在担任中华人民共和国建设部风景名胜专家顾问、国家林业局专家咨询委员会专家、北京市园林学会风景名胜区专业委员会专家顾问、中国生物多样性保护基金会专家委员会副主任等，同时还任多个学报的编委。
2020年2月20日21时15分在北京逝世。

## 贡献
陈昌笃是中国景观生态学的奠基人之一。1985年，陈昌笃最早将景观生态学介绍到中国。1983年，他首次纠正了将中国草原划分为东、西两片的错误，1995年首次在中国提出抢救濒危景观。陈昌笃在中国最早倡导并投身生态和生物多样性保护，是《中国自然保护纲要》、《中国生物多样性保护行动计划》、《中国生物多样性国情研究报告》的主要执笔者及统稿人。陈昌笃还在国家级风景名胜区评审、自然世界遗产申报等工作中起到了突出作用，参加了福建武夷山、四川都江堰、云南三江并流区申报世界遗产工作。
1980年代，陈昌笃参加三峡工程专题论证，任生态与环境论证组专家。陈昌笃是生态与环境论证组唯一拒绝在三峡工程最后的论证结论上签字的专家。未在最后论证结论上签字者有：
- 防洪论证组顾问：陆钦侃（水利电力部水利部规划局副总工程师）
- 防洪论证组专家：方宗岱（中国水利水电科学研究院咨询）
- 综合经济评价组专家：郭来喜（中国科学院国家计委地理研究所研究员）
- 综合经济评价组专家：黄元镇（中国水利水电建设工程咨询公司副董事长）
- 综合规划与水位组专家、综合经济评价组专家：何格高（国家计委中咨公司）
- 移民组专家：李玉光（国家土地管理局建设用地司总工程师）
- 移民组地方官员代表：廖文权（四川开县移民办公室主任）
- 生态与环境论证组顾问：侯学煜（中国科学院植物研究所研究员、全国人大常委会委员）
- 生态与环境论证组专家：陈昌笃（北京大学教授）
- 电力组专家、综合规划与水位组顾问：覃修典（中国水利水电科学研究院咨询）
- 电力组专家：伍宏中（中国水利水电规划设计院主任工程师）
- 电力组专家：程学敏（水利电力部外事司咨询）